# Leichtathletik-Länderkampf der Männer 1965 Schweiz – BR Deutschland – Belgien – Frankreich – Italien – Niederlande
| 5. Leichtathletik-Länderkampf mit bundesdeutscher Beteiligung 1965                                       | 5. Leichtathletik-Länderkampf mit bundesdeutscher Beteiligung 1965 |
| --- | ------------------------------------------------------------------ |
| |                                                                    |
| Sechsländervergleich der Männer: Schweiz – BR Deutschland – Belgien – Frankreich – Italien – Niederlande |                                                                    |
| Austragungsort                                                                                           | Bern                                                               |
| Wettbewerbe                                                                                              | 22                                                                 |
| Datum | 3./4. Juli 1965                                                    |
| 1. FRG 2. FRA 3. ITA 4. SUI 5. BEL 6. NLD                                                                | 141 Punkte 115 Punkte 110 Punkte 070 Punkte 066 Punkte 052 Punkte  |
| Chronik                                                                                                  |                                                                    |
| ← SWE-FRG Geher (M)                                                                                      | SWE-FRG (M) →                                                      |

Der fünfte Vergleich des Länderkampfjahres 1965 war der erste in dieser Saison mit dem allgemeinen leichtathletischen Programm. Am 3./4. Juli trafen die bundesdeutschen Männer in einem Sechsländerkampf auf die Schweiz, Belgien, Frankreich, Italien und die Niederlande. Es war das fünfte Aufeinandertreffen der sechs Länder in dieser Form, das letzte hatte 1963 in der niederländischen Stadt Enschede stattgefunden. Nun war die Schweizer Hauptstadt Bern Gastgeber der Veranstaltung, die mit dem Marathonlauf und dem Zehnkampf wieder ein sehr umfassendes Programm enthielt.

## Wettbewerbe und Modus
Wie schon in den letzten beiden Aufeinandertreffen wurden 22 Wettbewerbe ausgetragen. Zusätzlich zu den in Länderkämpfen üblichen zwanzig Disziplinen standen ein Marathonlauf sowie ein Zehnkampf auf dem Programm. Aus dem olympischen Wettbewerbskatalog fehlten lediglich die beiden Gehdisziplinen. In allen Wettbewerben mit Ausnahme des Marathonlaufs und des Zehnkampfs trat ein Vertreter je Nation an. Im Marathonlauf waren vier Teilnehmer je Land am Start, von denen je drei in die Wertung kamen. Im Zehnkampf war jedes Land mit drei Startern vertreten, deren jeweilige Platzziffersumme den Rang des Landes für die Punktwertung ergab. Die Punkte wurden nach folgendem System vergeben:
- Einzeldisziplinen: Platz 1: 7 P, Pl. 2: 5 P, , Pl. 3: 4 P, …, Pl. 6: 1 P
- Marathonlauf: Pl. 1: 11 P, Pl. 2: 9 P, , Pl. 3: 8 P, …
- Staffeln: Platz 1: 9 P, Pl. 2: 7 P, , Pl. 3: 6 P, …, Pl. 6: 3 P.
- Zehnkampf: Pl. 1: 10 P, Pl. 2: 8 P, , Pl. 3: 7 P, …

## Ergebnis
Das bundesdeutsche Team zeigte sich in allen Bereichen überlegen. Es gab fünf Siege in den Einzelläufen und einen Sieg in einer der beiden Staffeln. Drei der vier Sprungdisziplinen gewann die Bundesrepublik Deutschland, auch in der Kategorie Wurf/Stoß lagen die bundesdeutschen Sportler zweimal vorn. Dazu kam der Zehnkampf, der in der Einzel- und Gesamtwertung an die Bundesrepublik ging. Damit fuhr die bundesdeutsche Mannschaft den fünften Sieg in diesem Sechsländerkampf ein. Dahinter belegte Frankreich, das auf drei Siege in den Einzelläufen, dem Gewinn des Hochsprungs sowie des Diskuswurfs kam, mit 26 Punkten Rückstand den zweiten Platz. Italien lag in den Rennen über 110 und 400 Meter Hürden sowie in der 4-mal-100-Meter-Staffel vorn und belegte damit 31 Punkte hinter der Bundesrepublik Deutschland den dritten Rang. Mit einem Rückstand von weiteren vierzig Punkten folgte die Schweiz mit dem Einzelsieg im Speerwurf auf Platz vier. Nur drei Punkte hinter der Schweiz kam Belgien mit dem Sieg im Marathonlauf auf den fünften Rang. Weitere vierzehn Punkte zurück wurde die niederländische Mannschaft ohne einen Disziplinerfolg Sechster.

## Legende
Kurze Übersicht zur Bedeutung der Symbolik – so üblicherweise auch in sonstigen Veröffentlichungen verwendet:
| DNF | nicht im Ziel (did not finish) |
| DNS | nicht am Start (did not start) |
| DSQ | disqualifiziert                |
| NMH | keine Höhe (No Mark)           |

## Resultate

### 100 m
| Platz | Athlet          | Land | Zeit (s) |
| ----- | --------------- | ---- | -------- |
| 1     | Claude Piquemal | FRA  | 10,3     |
| 2     | Jürgen Schröter | FRG  | 10,3     |
| 3     | Livio Berruti   | ITA  | 10,4     |
| 4     | Rob Heemskerk   | NLD  | 10,5     |
| 5     | Hans Hönger     | SUI  | 10,6     |
| 6     | Paul Poels      | BEL  | 10,6     |

Datum: 3. Juli

### 200 m
| Platz | Athlet          | Land | Zeit (s) |
| ----- | --------------- | ---- | -------- |
| 1     | Claude Piquemal | FRA  | 21,0     |
| 2     | Jürgen Schröter | FRG  | 21,1     |
| 3     | Sergio Ottolina | ITA  | 21,4     |
| 4     | Rob Heemskerk   | NLD  | 21,4     |
| 5     | Häusler         | SUI  | 22,1     |
| 6     | Paul Poels      | BEL  | 22,1     |

Datum: 4. Juli

### 400 m
| Platz | Athlet               | Land | Zeit (s) |
| ----- | -------------------- | ---- | -------- |
| 1     | Manfred Kinder       | FRG  | 46,3     |
| 2     | Fred van Herpen      | NLD  | 46,9     |
| 3     | Sergio Bella         | ITA  | 47,2     |
| 4     | Jean-Pierre Boccardo | FRA  | 47,8     |
| 5     | Jean-Louis Descloux  | SUI  | 48,0     |
| 6     | Dyzers               | BEL  | 48,1     |

Datum: 3. Juli

### 800 m
| Platz | Athlet            | Land | Zeit (min) |
| ----- | ----------------- | ---- | ---------- |
| 1     | Dieter Bogatzki   | FRG  | 1:49,3     |
| 2     | Maurice Lurot     | FRA  | 1:49,4     |
| 3     | Francesco Bianchi | ITA  | 1:49,6     |
| 4     | De Ridder         | BEL  | 1:51,3     |
| 5     | Rolf Jelinek      | SUI  | 1:51,6     |
| 6     | Henny Smit        | NLD  | 1:56,7     |

Datum: 3. Juli

### 1500 m
| Platz | Athlet           | Land | Zeit (min) |
| ----- | ---------------- | ---- | ---------- |
| 1     | Bodo Tümmler     | FRG  | 3:43,6     |
| 2     | André Dehertoghe | BEL  | 3:44,4     |
| 3     | Jean Wadoux      | FRA  | 3:44,6     |
| 4     | Henk Snepvangers | NLD  | 3:46,4     |
| 5     | Enrico Spinozzi  | ITA  | 3:46,8     |
| 6     | Anton Jäger      | SUI  | 3:48,4     |

Datum: 4. Juli

### 5000 m
| Platz | Athlet          | Land | Zeit (min) |
| ----- | --------------- | ---- | ---------- |
| 1     | Michel Jazy     | FRA  | 14:04,6    |
| 2     | Harald Norpoth  | FRG  | 14:05,2    |
| 3     | Eugène Allonsiu | BEL  | 14:07,8    |
| 4     | Luigi Conti     | ITA  | 14:19,0    |
| 5     | No Op den Oordt | NLD  | 14:24,2    |
| 6     | F. Holzer       | SUI  | 15:08,4    |

Datum: 3. Juli

### 10.000 m
| Platz | Athlet          | Land | Zeit (min) |
| ----- | --------------- | ---- | ---------- |
| 1     | Lutz Philipp    | FRG  | 29:12,4    |
| 2     | Gaston Roelants | BEL  | 29:13,0    |
| 3     | Antonio Ambu    | ITA  | 30:03,6    |
| 4     | Jean Fayolle    | FRA  | 30:08,0    |
| 5     | Piet Beelen     | NLD  | 30:08,6    |
| 6     | Edgar Friedli   | SUI  | 30:33,6    |

Datum: 4. Juli

### Marathon
| Platz | Athlet                 | Land | Zeit (h)  |
| ----- | ---------------------- | ---- | --------- |
| 01    | Aurèle Vandendriessche | BEL  | 2:28:29,4 |
| 02    | Josef Gwerder          | SUI  | 2:30:34,2 |
| 03    | Heinz Speckmann        | FRG  | 2:31:35,4 |
| 04    | Peiren                 | BEL  | 2:32:41,0 |
| 05    | Mozet                  | FRA  | 2:32:53,6 |
| 06    | Segrada                | ITA  | 2:34:15,2 |
| 07    | Peter Axt              | FRG  | 2:34:38,4 |
| 08    | Assi                   | ITA  | 2:34:50,8 |
| 09    | Gideon Papke           | FRG  | 2:35:19,8 |
| 10    | O. Leupi               | SUI  | 2:36:17,8 |
| 11    | Jean Lavaine           | FRA  | 2:37:22,6 |
| 12    | Dewolf                 | BEL  | 2:37:29,6 |
| 13    | Aad Steylen            | NLD  | 2:38:01,4 |
| 14    | A. von Wartburg        | SUI  | 2:38:21,8 |
| 15    | Bianchi                | ITA  | 2:42:07,2 |
| 16    | Rudi Mol               | NLD  | 2:42:18,2 |
| 17    | Jean-Paul Gomez        | FRA  | 2:43:44,2 |
| 18    | van Blerck             | NLD  | 2:46:17,0 |
| 19    | René Combes            | FRA  | 2:46:57,8 |
| 20    | Rino Lavelli           | ITA  | 2:47:06,4 |
| 21    | Depoorters             | BEL  | 2:47:32,6 |
| 22    | Walter Gilgen          | SUI  | 2:48:49,8 |
| DNF   | Lothar Reinshagen      | FRG  |           |
| DNF   | Arnold van der Kraan   | NLD  |           |

Datum: 3. Juli

### 110 m Hürden
| Platz | Athlet            | Land | Zeit (s) |
| ----- | ----------------- | ---- | -------- |
| 1     | Eddy Ottoz        | ITA  | 14,0     |
| 2     | Marcel Duriez     | FRA  | 14,2     |
| 3     | Werner Trzmiel    | FRG  | 14,2     |
| 4     | Leopold Marien    | BEL  | 14,7     |
| 5     | Fiorenzo Marchesi | SUI  | 14,8     |
| 6     | Eef Kamerbeek     | NLD  | 15,0     |

Datum: 4. Juli

### 400 m Hürden
| Platz | Athlet           | Land | Zeit (s) |
| ----- | ---------------- | ---- | -------- |
| 1     | Roberto Frinolli | ITA  | 50,9     |
| 2     | Alain Hebrard    | FRA  | 51,2     |
| 3     | Wilfried Geeroms | BEL  | 51,4     |
| 4     | Ferdinand Haas   | FRG  | 52,8     |
| 5     | Stelio Conconi   | SUI  | 53,8     |
| 6     | Tiemen Veneboer  | NLD  | 53,9     |

Datum: 3. Juli

### 3000 m Hindernis
| Platz | Athlet            | Land | Zeit (min) |
| ----- | ----------------- | ---- | ---------- |
| 1     | Manfred Letzerich | FRG  | 8:49,8     |
| 2     | Jean-Luc Salomon  | FRA  | 8:52,6     |
| 3     | Alfredo Rizzo     | ITA  | 9:02,6     |
| 4     | Wil Willems       | NLD  | 9:05,4     |
| 5     | Van Geert         | BEL  | 9:15,6     |
| 6     | Schild            | SUI  | 9:29,0     |

Datum: 4. Juli

### 4 × 100 m Staffel
| Platz | Besetzung      | Land                                                            | Zeit (s) |
| ----- | -------------- | --------------------------------------------------------------- | -------- |
| 1     | Italien        | Simoncelli Livio Berruti Sergio Ottolina Pasquale Giannattasio  | 39,7     |
| 2     | BR Deutschland | Hartmut Wilke Jürgen Schröter Josef Schwarz Fritz Obersiebrasse | 39,7     |
| 3     | Frankreich     | Paul Genevay Jocelyn Delecour Claude Piquemal Roger Bambuck     | 40,0     |
| 4     | Niederlande    | Piet Tamminga Leo de Winter Ron Popma Rob Heemskerk             | 40,3     |
| 5     | Schweiz        | Sutter Martin Hans Hönger Max Barandun                          | 41,0     |
| 6     | Belgien        | Vanderbroeck Jungbluth Édouard Le Roy Paul Poels                | 41,4     |

Datum: 3. Juli

### 4 × 400 m Staffel
| Platz | Besetzung      | Land                                                                   | Zeit (min) |
| ----- | -------------- | ---------------------------------------------------------------------- | ---------- |
| 1     | BR Deutschland | Jörg Jüttner Jens Ulbricht Jürgen Kalfelder Manfred Kinder             | 3:06,6     |
| 2     | Italien        | Sergio Bella Furio Fusi Roberto Frinolli Sergio Ottolina               | 3:10,6     |
| 3     | Frankreich     | Alain Hebrard Pierre Gaudry Jean-Pierre Boccardo Michel Samper         | 3:11,4     |
| 4     | Niederlande    | Teeuw Beker Fred van Herpen Tjerk Vellinga                             | 3:12,0     |
| 5     | Schweiz        | Montalbetti Hansjörg Bosshard Hansueli Mumenthaler Jean-Louis Descloux | 3:12,1     |
| 6     | Belgien        | Jenry Jean Debroux Willy Vandenwijngaerden Dyzers                      | 3:12,1     |

Datum: 4. Juli

### Hochsprung
| Platz | Athlet             | Land | Höhe (m) |
| ----- | ------------------ | ---- | -------- |
| 1     | Robert Sainte-Rose | FRA  | 2,04     |
| 2     | Gunther Spielvogel | FRG  | 2,04     |
| 3     | Mauro Bogliatto    | ITA  | 1,98     |
| 4     | Michel Portmann    | SUI  | 1,98     |
| 5     | Freddy Herbrand    | BEL  | 1,90     |
| 6     | Harry Dewaide      | NLD  | 1,85     |

Datum: 4. Juli

### Stabhochsprung
| Platz | Athlet             | Land | Höhe (m) |
| ----- | ------------------ | ---- | -------- |
| 1     | Wolfgang Reinhardt | FRG  | 4,70     |
| 2     | Roland Gras        | FRA  | 4,50     |
| 3     | Paul Coppejans     | BEL  | 4,30     |
| 4     | Fritz Sigrist      | SUI  | 4,20     |
| 5     | Renato Dionisi     | ITA  | 4,20     |
| 6     | Fred Krikke        | NLD  | 4,00     |

Datum: 3. Juli

### Weitsprung
| Platz | Athlet             | Land | Weite (m) |
| ----- | ------------------ | ---- | --------- |
| 1     | Herbert Disselhoff | FRG  | 7,50      |
| 2     | Kaddour            | FRA  | 7,38      |
| 3     | Walter Zuberbühler | SUI  | 7,38      |
| 4     | Fontanesi          | ITA  | 7,00      |
| 5     | Papy               | BEL  | 6,81      |
| 6     | Joop Kant          | NLD  | 6,65      |

Datum: 3. Juli

### Dreisprung
| Platz | Athlet           | Land | Weite (m) |
| ----- | ---------------- | ---- | --------- |
| 1     | Michael Sauer    | FRG  | 16,07     |
| 2     | Giuseppe Gentile | ITA  | 15,93     |
| 3     | Éric Battista    | FRA  | 15,02     |
| 4     | André Bänteli    | SUI  | 14,54     |
| 5     | Joop Kant        | NLD  | 14,04     |
| 6     | De Ridder        | BEL  | 09,65     |

Datum: 4. Juli

### Kugelstoßen
| Platz | Athlet               | Land | Weite (m) |
| ----- | -------------------- | ---- | --------- |
| 1     | Heinfried Birlenbach | FRG  | 17,90     |
| 2     | Pierre Colnard       | FRA  | 17,21     |
| 3     | Silvano Meconi       | ITA  | 17,06     |
| 4     | Edy Hubacher         | SUI  | 16,56     |
| 5     | Bertrand De Decker   | BEL  | 15,70     |
| 6     | Cees van Wees        | NLD  | 15,50     |

Datum: 3. Juli

### Diskuswurf
| Platz | Athlet             | Land | Weite (m) |
| ----- | ------------------ | ---- | --------- |
| 1     | Pierre Alard       | FRA  | 54,66     |
| 2     | Jens Reimers       | FRG  | 53,70     |
| 3     | Franco Grossi      | ITA  | 53,10     |
| 4     | Bertrand De Decker | BEL  | 47,92     |
| 5     | Mathias Mehr       | SUI  | 46,63     |
| 6     | Eef Kamerbeek      | NLD  | 45,76     |

Datum: 4. Juli

### Hammerwurf
| Platz | Athlet             | Land | Weite (m) |
| ----- | ------------------ | ---- | --------- |
| 1     | Uwe Beyer          | FRG  | 67,02     |
| 2     | Ernst Ammann       | SUI  | 63,20     |
| 3     | Vladimir Prikhodko | FRA  | 57,68     |
| 4     | Walter Bernardini  | ITA  | 56,89     |
| 5     | Hendrick Haest     | BEL  | 50,01     |
| 6     | Eef Kamerbeek      | NLD  | 42,50     |

Datum: 4. Juli

### Speerwurf
| Platz | Athlet               | Land | Weite (m) |
| ----- | -------------------- | ---- | --------- |
| 1     | Urs von Wartburg     | SUI  | 79,16     |
| 2     | Vanni Rodeghiero     | ITA  | 77,80     |
| 3     | Rolf Herings         | FRG  | 70,93     |
| 4     | Christian Monneret   | FRA  | 70,20     |
| 5     | Guy Van Zeune        | BEL  | 67,22     |
| 6     | Frans van der Heyden | NLD  | 63,31     |

Datum: 3. Juli

### Zehnkampf
| Platz | Name                 | Nation | Punkte | 100 m  | Weit- sprung | Kugel- stoßen                                   | Hoch- sprung                                    | 400 m                                           | 110 m Hürden                                    | Diskus- wurf                                    | Stabhoch- sprung                                | Speer- wurf                                     | 1500 m                                          |
| ----- | -------------------- | ------ | ------ | ------ | ------------ | ----------------------------------------------- | ----------------------------------------------- | ----------------------------------------------- | ----------------------------------------------- | ----------------------------------------------- | ----------------------------------------------- | ----------------------------------------------- | ----------------------------------------------- |
| 01    | Horst Beyer          | FRG    | 7249   | 11,4 s | 6,65 m       | 13,51 m                                         | 1,80 m                                          | 49,6 s                                          | 15,0 s                                          | 40,91 m                                         | 4,00 m                                          | 47,55 m                                         | 4:23,4 min                                      |
| 02    | Bernard Castang      | FRA    | 7197   | 11,2 s | 6,72 m       | 15,67 m                                         | 1,75 m                                          | 48,9 s                                          | 15,7 s                                          | 41,67 m                                         | 3,60 m                                          | 49,08 m                                         | 4:36,4 min                                      |
| 03    | Franco Sar           | ITA    | 7158   | 11,3 s | 6,16 m       | 14,01 m                                         | 1,75 m                                          | 51,5 s                                          | 14,4 s                                          | 45,93 m                                         | 4,15 m                                          | 56,82 m                                         | 5:01,8 min                                      |
| 04    | Manfred Pflugbeil    | FRG    | 7116   | 11,1 s | 6,72 m       | 14,05 m                                         | 1,86 m                                          | 49,5 s                                          | 15,3 s                                          | 39,66 m                                         | 3,00 m                                          | 50,78 m                                         | 4:26,4 min                                      |
| 05    | Werner Duttweiler    | SUI    | 7012   | 11,2 s | 6,94 m       | 13,50 m                                         | 1,89 m                                          | 50,6 s                                          | 15,5 s                                          | 37,28 m                                         | 4,60 m                                          | 52,50 m                                         | 4:58,0 min                                      |
| 06    | Mario Piccolo        | ITA    | 6947   | 11,5 s | 6,91 m       | 13,64 m                                         | 1,75 m                                          | 50,5 s                                          | 16,2 s                                          | 40,30 m                                         | 3,40 m                                          | 56,70 m                                         | 4:36,0 min                                      |
| 07    | Edward de Noorlander | NLD    | 6845   | 11,3 s | 6,94 m       | 12,68 m                                         | 1,92 m                                          | 52,8 s                                          | 15,5 s                                          | 34,97 m                                         | 3,80 m                                          | 51,04 m                                         | 4:51,0 min                                      |
| 08    | Urs Trautmann        | SUI    | 6796   | 11,7 s | 6,63 m       | 13,86 m                                         | 1,92 m                                          | 53,9 s                                          | 16,0 s                                          | 40,27 m                                         | 3,60 m                                          | 54,27 m                                         | 4:55,6 min                                      |
| 09    | Bruno Poserina       | ITA    | 6780   | 11,4 s | 6,74 m       | 12,88 m                                         | 1,75 m                                          | 52,5 s                                          | 15,4 s                                          | 43,00 m                                         | 3,00 m                                          | 53,40 m                                         | 4:35,4 min                                      |
| 10    | Michel Doisneau      | FRA    | 6745   | 11,3 s | 6,40 m       | 12,30 m                                         | 1,75 m                                          | 52,0 s                                          | 16,0 s                                          | 45,92 m                                         | 3,70 m                                          | 51,35 m                                         | 4:57,6 min                                      |
| 11    | Roland Sedleger      | SUI    | 6710   | 11,1 s | 7,01 m       | 11,63 m                                         | 1,65 m                                          | 49,3 s                                          | 15,9 s                                          | 33,58 m                                         | 3,80 m                                          | 43,72 m                                         | 4:35,8 min                                      |
| 12    | Jan van Heek         | NLD    | 6694   | 11,4 s | 6,90 m       | 12,44 m                                         | 1,86 m                                          | 51,5 s                                          | 16,0 s                                          | 39,66 m                                         | 3,40 m                                          | 59,64 m                                         | 5:31,2 min                                      |
| 13    | René Monneret        | FRA    | 6677   | 11,1 s | 6,69 m       | 11,82 m                                         | 1,86 m                                          | 51,6 s                                          | 15,6 s                                          | 34,53 m                                         | 4,25 m                                          | 50,00 m                                         | 5:39,0 min                                      |
| 14    | Daniel Borrey        | BEL    | 6563   | 11,2 s | 6,67 m       | 14,68 m                                         | 1,80 m                                          | 52,0 s                                          | 17,2 s                                          | 36,77 m                                         | 4,00 m                                          | 41,27 m                                         | 5:20,2 min                                      |
| 15    | Wim Thissen          | NLD    | 6516   | 11,5 s | 6,69 m       | 11,98 m                                         | 1,65 m                                          | 52,0 s                                          | 16,2 s                                          | 39,52 m                                         | 3,40 m                                          | 50,98 m                                         | 4:37,6 min                                      |
| 16    | Daniel Caimi         | FRA    | 6039   | 11,3 s | 6,43 m       | 11,75 m                                         | 1,75 m                                          | 53,1 s                                          | 15,0 s                                          | 35,39 m                                         | 4,55 m                                          | 30,10 m                                         | DNS                                             |
| 17    | Medesani             | ITA    | 6026   | 11,8 s | 6,49 m       | 12,43 m                                         | 1,89 m                                          | 55,0 s                                          | 16,8 s                                          | 35,36 m                                         | 3,40 m                                          | 43,26 m                                         | 5:31,8 min                                      |
| 18    | Fontaine             | BEL    | 5989   | 11,3 s | 6,30 m       | 11,79 m                                         | 1,70 m                                          | 49,8 s                                          | 16,8 s                                          | 33,38 m                                         | NMH                                             | 52,88 m                                         | 4:21,0 min                                      |
| 19    | Haes                 | BEL    | 5975   | 11,9 s | 6,05 m       | 10,42 m                                         | 1,65 m                                          | 52,9 s                                          | 16,2 s                                          | 32,09 m                                         | 3,70 m                                          | 39,90 m                                         | 4:31,8 min                                      |
| 20    | Schenker             | SUI    | 5277   | 11,8 s | 6,23 m       | 09,58 m                                         | 1,60 m                                          | 54,2 s                                          | DSQ                                             | 38,99 m                                         | 3,80 m                                          | 42,87 m                                         | 4:45,2 min                                      |
| DNF   | Jozef Kloeck         | BEL    |        | 11,4 s | 5,89 m       | 13,73 m                                         | 1,75 m                                          | 53,2 s                                          | 16,4 s                                          | 40,12 m                                         | 2,80 m                                          | DNS                                             | DNS                                             |
| DNF   | Stam                 | NLD    |        | 11,7 s | 5,80 m       | 11,89 m                                         | 1,70 m                                          | DNS                                             | verletzungsbedingte Aufgabe nach dem Hochsprung | verletzungsbedingte Aufgabe nach dem Hochsprung | verletzungsbedingte Aufgabe nach dem Hochsprung | verletzungsbedingte Aufgabe nach dem Hochsprung | verletzungsbedingte Aufgabe nach dem Hochsprung |
| DNF   | Werner von Moltke    | FRG    |        | 11,7 s | 4,77 m       | DNS                                             | verletzungsbedingte Aufgabe nach dem Weitsprung | verletzungsbedingte Aufgabe nach dem Weitsprung | verletzungsbedingte Aufgabe nach dem Weitsprung | verletzungsbedingte Aufgabe nach dem Weitsprung | verletzungsbedingte Aufgabe nach dem Weitsprung | verletzungsbedingte Aufgabe nach dem Weitsprung | verletzungsbedingte Aufgabe nach dem Weitsprung |
| DNF   | Heinz Gabriel        | FRG    |        | 11,5 s | DNS          | verletzungsbedingte Aufgabe nach dem 100-m-Lauf | verletzungsbedingte Aufgabe nach dem 100-m-Lauf | verletzungsbedingte Aufgabe nach dem 100-m-Lauf | verletzungsbedingte Aufgabe nach dem 100-m-Lauf | verletzungsbedingte Aufgabe nach dem 100-m-Lauf | verletzungsbedingte Aufgabe nach dem 100-m-Lauf | verletzungsbedingte Aufgabe nach dem 100-m-Lauf | verletzungsbedingte Aufgabe nach dem 100-m-Lauf |

Datum: 3./4. Juli